# Raúl Bernao
Raúl Emilio Bernao (Sarandí, 4 novembre 1941 – 26 dicembre 2007) è stato un calciatore argentino, di ruolo attaccante.

## Caratteristiche tecniche
Bernao fu un giocatore che si distinse da quelli del suo tempo, poiché univa differenti caratteristiche. Ala destra, non possedeva il fisico che solitamente si associava a tale ruolo: era in possesso di buona forza e di un aspetto roccioso, a cui però si abbinavano una spiccata abilità nel dribbling e nei cross. 

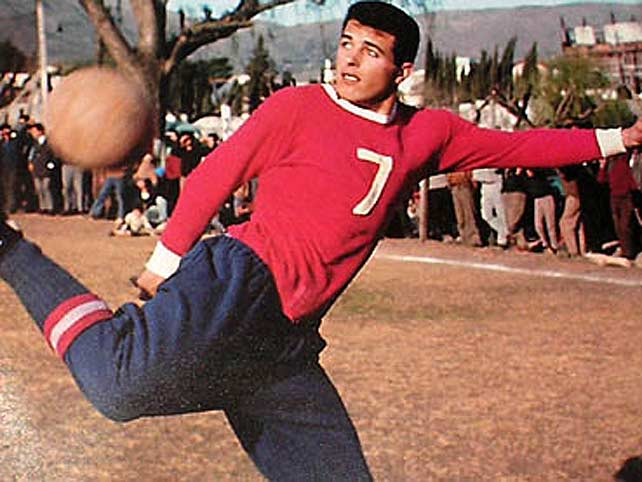
Bernao durante un allenamento con l'Independiente

Particolarmente affinata era la sua capacità di eludere gli avversari con il dribbling, che era la sua principale caratteristica; era inoltre dotato di fantasia e creatività, che lo portarono ad essere soprannominato El poeta de la punta derecha (il poeta della fascia destra) dal giornalista argentino Osvaldo Ardizzone. Furono molto celebri i suoi "duelli" con il terzino sinistro Silvio Marzolini, giocatore del Boca Juniors: i due erano considerati i migliori nei rispettivi ruoli e davano spesso vita ad avvincenti scontri di gioco.

## Carriera

### Club
Tifoso dell'Independiente sin dall'infanzia, entrò a far parte del settore giovanile del club, dove si formò; fece il suo esordio in Primera División argentina il 30 luglio 1961 contro l'Huracán. Andò a segno per la prima volta contro l'Argentinos Juniors, nel corso della gara terminata 5-2 a favore dell'Independiente. Nel corso della stagione 1962 fu incluso stabilmente in prima squadra, ove rimase per molte annate a seguire. Nel 1963 vinse il titolo di campione d'Argentina, ottenuto dal club con due punti di vantaggio sul River Plate, e si qualificò pertanto alla Coppa Libertadores. L'anno seguente vinse quest'ultima manifestazione, che fu decisa in finale da Mario Rodríguez, che segnò al 35º; Bernao disputò entrambe le gare dall'inizio alla fine. Nella Coppa Intercontinentale 1964, invece, fu presente nella prima e nella terza partita contro l'Inter, allorché nella seconda fu sostituito da Mura. Il 1965 vide ripetersi gli avvenimenti dell'anno precedente: in Libertadores, Bernao fu nuovamente impiegato in tutti gli incontri della finale. Nel primo di essi, risultò decisivo, con un gol all'83º che sancì la vittoria dell'Independiente sugli uruguaiani del Peñarol. 

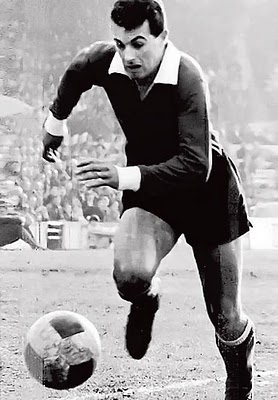
Bernao in azione

Persa la partita di ritorno, Bernao partecipò al 4-1 della propria formazione sugli avversari, segnando il 2-0 al 27º. Nell'Intercontinentale si affrontarono nuovamente Inter e Independiente, e ancora una volta ebbe la meglio la compagine italiana. Bernao compose parte dell'ossatura della squadra che vinse il primo Campionato Nacional argentino, quella guidata, nel 1967, dal brasiliano Osvaldo Brandão. L'ala destra si affermò come uno dei giocatori più amati dalla tifoseria e veniva considerato uno dei più forti nel proprio ruolo, con Luis Cubilla e Dorval. Nel 1970, in seguito alla vittoria del Metropolitano 1970, lasciò l'Independiente per accasarsi al Deportivo Cali, società colombiana di massima serie. Rimase nel Paese andino per tre stagioni, dal 1971 al 1973, tornando in patria nel 1974. Firmò con il Gimnasia La Plata, ove giocò per alcuni mesi, ritirandosi al termine della stagione.

### Nazionale
Debuttò nella selezione nazionale argentina il 13 marzo 1963, nell'ambito del Campeonato Sudamericano de Football 1963, nel corso della gara contro il Perù, tenutasi a Cochabamba. Di questo incontro, disputò i primi 69 minuti, venendo poi rilevato da Juárez. Tornò in campo il 31 marzo, nella partita di La Paz contro il Paraguay, subentrando allo stesso Juárez. Quattro anni più tardi fu nuovamente convocato per il Sudamericano, che si tenne al Centenario di Montevideo nel gennaio del 1967. Il primo incontro che giocò fu quello contro il Paraguay (18 gennaio); schierato come ala destra titolare, Bernao segnò al 71º minuto il gol del 2-1. Il 22 gennaio decise la partita contro la Bolivia, realizzando al 67º l'unico gol della partita. Prese poi parte, senza segnare, alla vittoria per 5-1 sul Venezuela del 25 gennaio e a quella per 2-1 del 28 sul Cile. Nella gara decisiva, contro l'Uruguay, partì titolare ma fu sostituito al 75º da Raffo.

## Palmarès

### Club

#### Competizioni nazionali
- Campionato argentino: 3

Independiente: 1963, Nacional 1967, Metropolitano 1970

#### Competizioni internazionali
- Coppa Libertadores: 2

Independiente: 1964, 1965